# Stacja lotnicza
Stacja lotnicza – oznacza stację naziemną ruchomej służby lotniczej.
W pewnych przypadkach stacja lotnicza może być umieszczona np. na pokładzie statku wodnego lub na platformie morskiej.